# جانابی
جانابی (کره‌ای: 잔나비؛ انگلیسی: Jannabi) گروه موسیقی ایندی راک اهل کره جنوبی است که در سال ۲۰۱۲ توسط ناشر موسیقی مستقل په‌پونی میوزیک شکل گرفت و شامل خواننده چوی جونگ هون و گیتاریست کیم دو هیونگ است. گروه در ابتدا پنج نفره بود و در حال حاضر به دو نفر کاهش یافته است. تم‌هایی که معمولاً در آثار آنها مورد بررسی قرار می‌گیرند شامل عشق، زندگی، کودکی، جوانی و رشد هستند. آن‌ها به خاطر اجراهای زنده و ترانه‌های خود که با شعرهای عمیق و منحصربه‌فرد به زبان کره‌ای و لحن‌های قدیمی آمیخته شده‌اند، ستوده شده‌اند و به یکی از تأثیرگذارترین گروه‌های راک کره جنوبی تبدیل شده‌اند.
نخستین آلبوم استودیویی جانابی به نام مانکی هتل شامل سبک پاپ راک در سال ۲۰۱۶ منتشر شد و تک‌آهنگ موفق «تابستان» را به همراه داشت. این گروه به شهرت رسید و در صحنه موسیقی پاپ کره که تقریباً تحت سلطهٔ گروه‌های آیدل است، زمینه‌های جدیدی را شکافتند. آلبوم دوم آنها به نام «افسانه» (۲۰۱۹) که ستایش‌های زیادی را به دنبال داشت، نمونه‌ای از سبک چیمبر پاپ بود. تک‌آهنگ آغازین این آلبوم به نام «For Lovers Who Hesitate»، به صدر جدول دیجیتال سرکل رسید، حدود ۲٫۵ میلیون کپی دیجیتال فروخت و گواهی‌نامه دابل پلاتین برای استریم دریافت کرد. آنها در آلبوم سوم خود به نام «سرزمین فانتزی» (۲۰۲۱) که با سبک اپرای راک تولید شد، به روایت مشکلات شخصی خود پرداختند و این آلبوم تنوع موسیقایی آنها را تثبیت کرد.